# Макарьевцы
 Макарьевцы  — опустевшая деревня в Шабалинском районе Кировской области. Входит в состав Ленинского городского поселения.

## География
Расположена на расстоянии примерно 16 км по прямой на восток-северо-восток от райцентра поселка Ленинское.

## История
Известна была с 1802 года как починок Новоросчисной Крутинской с 3 дворами. В 1873 году здесь (починок Крутинской или Макарьевчи, Мальцовы) было дворов 14 и жителей 114, в 1905 (Крутинский или Макарьевцы) 27 и 210, в 1926 (деревня Макарьевцы) 40 и 205, в 1950 (уже Макаревцы) 30 и 99, в 1989 уже оставалось 2 постоянных жителя. Настоящее название утвердилось с 1978 года.

## Население
Постоянное население не было учтено как в 2002 году, так и в 2010.